# Slalomeuropamästerskapen i kanotsport 2002
Slalomeuropamästerskapen i kanotsport 2002 anordnades den 12-14 juli i Bratislava, Slovakien. 

## Medaljsummering

### Medaljtabell
| Pl.    | Nation         | Guld | Silver | Brons | Totalt |
| ------ | -------------- | ---- | ------ | ----- | ------ |
| 1      | Slovakien      | 4    | 1      | 2     | 7      |
| 2      | Tjeckien       | 1    | 3      | 2     | 6      |
| 3      | Tyskland       | 1    | 1      | 2     | 4      |
| 4      | Polen          | 1    | 0      | 1     | 2      |
| 5      | Storbritannien | 1    | 0      | 0     | 1      |
| 6      | Frankrike      | 0    | 2      | 1     | 3      |
| 7      | Österrike      | 0    | 1      | 0     | 1      |
| Totalt | Totalt         | 8    | 8      | 8     | 24     |

### Herrar
| Gren    | Guld                                                                                                   | Poäng  | Silver | Poäng  | Brons                                                                                     | Poäng  |
| C-1     | Mariusz Wieczorek (POL)                                                                                | 206,17 | Tony Estanguet (FRA)                                                                                               | 208,70 | Jan Benzien (GER)                                                                         | 211,50 |
| C-1 lag | Slovakien Michal Martikán Juraj Minčík Alexander Slafkovský                                            | 232,77 | Tyskland Stefan Pfannmöller Jan Benzien Sören Kaufmann                                                             | 237,22 | Polen Mariusz Wieczorek Krzysztof Bieryt Grzegorz Wójs                                    | 239,60 |
| C-2     | Slovakien Pavol Hochschorner Peter Hochschorner                                                        | 214,73 | Tjeckien Marek Jiras Tomáš Máder                                                                                   | 215,58 | Tjeckien Jaroslav Volf Ondřej Štěpánek                                                    | 219,27 |
| C-2 lag | Slovakien Pavol Hochschorner & Peter Hochschorner Milan Kubáň & Marián Olejník Pavol Hric & Roman Vajs | 246,59 | Frankrike Philippe Quemerais & Yann Le Pennec Martin Braud & Cédric Forgit Alexandre Lauvergne & Nathanael Fouquet | 250,37 | Tyskland Kai Walter & Frank Henze Kay Simon & Robby Simon Andre Ehrenberg & Michael Senft | 256,21 |
| K-1     | Paul Ratcliffe (GBR)                                                                                   | 199,51 | Helmut Oblinger (AUT)                                                                                              | 200,56 | Peter Cibák (SVK)                                                                         | 201,74 |
| K-1 lag | Tyskland Thomas Becker Thomas Schmidt Claus Suchanek                                                   | 109,90 | Tjeckien Ondřej Raab Ivan Pišvejc Tomáš Kobes                                                                      | 110,80 | Slovakien Peter Cibák Ján Šajbidor Tomáš Mráz                                             | 112,04 |

### Damer
| Gren    | Guld                                                         | Poäng  | Silver                                                         | Poäng  | Brons                                                        | Poäng  |
| K-1     | Elena Kaliská (SVK)                                          | 219,50 | Irena Pavelková (CZE)                                          | 223,15 | Štěpánka Hilgertová (CZE)                                    | 225,62 |
| K-1 lag | Tjeckien Marie Řihošková Irena Pavelková Štěpánka Hilgertová | 250,89 | Slovakien Elena Kaliská Gabriela Stacherová Gabriela Zamišková | 258,27 | Frankrike Anne-Lise Bardet Anne-Line Poncet Mathilde Pichery | 272,16 |